# Вилхелм Кристиан Август фон Брокдорф
Вилхелм Кристиан Август фон Брокдорф (на немски: Wilhelm Christian August Graf von Brockdorff; * 19 октомври 1752; † 6 септември 1824) е граф от род фон Брокдорф.

## Произход
Той е син, най-малкото дете, на граф Лоренц Ернст Фридрих фон Брокдорф (1710 – 1753) и съпругата му фрайин Магдалена София Агнеза фон Щайн-Остхайм (1729 – 1753), дъщеря на Йохан Филип Ернст фон Щайн цу Норд- и Остхайм (1700 – 1745) и фрайин Елеонора София Диде фон Фюрстенщайн (1704 – 1748).
Фамилията притежава рицарското имение Шнай в Горна Франкония и дворец Унтерлайтербах.

## Фамилия
Вилхелм Кристиан Август фон Брокдорф се жени за графиня Георгина фон Брокдорф (* 21 август 1759; † 23 август 1800), дъщеря на граф Кристиан Улрих фон Брокдорф (1724 – 1808) и Анна Георгина Кристина фон Хан (1741 – 1786). Те имат пет деца:
- Кристиан Улрих Карл Вилхелм фон Брокдорф (* 25 август 1780, Шнай/Унтерлайтербах; † 15 август 1815), женен за Вилхелмина Хенриета Юлиана фон Бухвалд (* 2 май 1783; † 14 февруари 1859); имат два сина и дъщеря
- Фридрих Август Карл Кай Лоренц фон Брокдорф (* 12 ноември 1782)
- Елизабета Кристина Георгина Ернестина Луиза фон Брокдорф (* 11 декември 1783)
- Георгина Луиза Каролина Вилхелмина фон Брокдорф (* 8 декември 1787)
- Луиза Антоанета Юлиана Констанция Ернестина фон Брокдорф (* 8/9 септември 1797; † 16/17 декември 1831), омъжена за Лудвиг Фердинанд фон Брокдорф (* 28 януари 1797, Клеткамп; † 15 февруари 1874, Бамберг), син на граф Кристиан Улрих фон Брокдорф (1724 – 1808) и графиня Георгина Луиза Фридерика фон Хан (1760 – 1798); имат една дъщеря